# الدیناد
الدیناد (به انگلیسی: Adinad) در هند است که در کرالا واقع شده‌است.

## خصوصیات
الدیناد ۱۹٬۴۶۲ نفر جمعیت دارد.